# Thirty Three & 1/3
Thirty Three & 1⁄3 ist das fünfte Solo-Studioalbum von George Harrison nach der Trennung der Beatles. Gleichzeitig ist es einschließlich der beiden Instrumentalalben aus den 1960er Jahren, des Kompilationsalbums und des Livealbums das insgesamt neunte Album Harrisons. Es wurde am 19. November 1976 in Großbritannien und am 22. November 1976 in den USA veröffentlicht.

## Entstehungsgeschichte
Nach dem 26. Januar 1976 war George Harrison nicht mehr vertraglich an Apple Records gebunden und wechselte zu seinem eigenen Label Dark Horse Records, das wiederum bei A&M Records vertraglich gebunden war. Die Aufnahmen für das Album fanden zwischen Mai und September 1976 in Harrisons Heimstudio Friar Park Studio, Henley-on-Thames (F.P.S.H.O.T.) statt. Alvin Taylor, der Schlagzeuger, sagte über die Aufnahmen: „Wir wohnten im Haus und er war ein perfekter Gastgeber, wirklich besorgt um Ihr Wohlbefinden, sehr rücksichtsvoll und sehr nett. Er wusste, wie man Menschen behandelt und ihnen das Gefühl gibt, etwas Besonderes zu sein, das hat er mit allen Musikern gemacht. Die meisten Tracks entstanden in einem, zwei oder höchstens drei Takes. Wir arbeiteten von etwa 11 Uhr morgens bis vier oder fünf Uhr und nahmen die grundlegenden Keyboards, Gitarren- und Bassparts auf.“
Während der Aufnahmesessions erkrankte George Harrison an Hepatitis und unterbrach weitere Arbeiten an dem Album, was dazu führte, dass A&M Records Harrison verklagte, da er den angesetzten Abgabetermin, den 25. Juni 1976 (an diesem Tag wurde George Harrison 33 und 1⁄3 Jahre alt), für die Masterbänder nicht einhielt. Allgemein wurde angenommen, dass A&M Records die Zusammenarbeit mit Harrison beenden wollte, weil dessen Alben und Singleveröffentlichungen nach Living in the Material World die kommerziellen Erwartungen nicht erfüllt hatten. Andere Künstler des Dark-Horse-Labels (Splinter, Jiva, Attitudes, Stairsteps, Henry McCullough und Ravi Shankar) waren ebenfalls kommerziell nicht erfolgreich. Daraufhin wechselte George Harrison mit seinem Label zu Warner Brothers. Das Dark-Horse-Label veröffentlichte ab diesem Zeitpunkt nur noch Werke von George Harrison. Harrison sagte im Nachhinein über die Krankheit: „Ich brauchte die Hepatitis, um mit dem Trinken aufzuhören.“

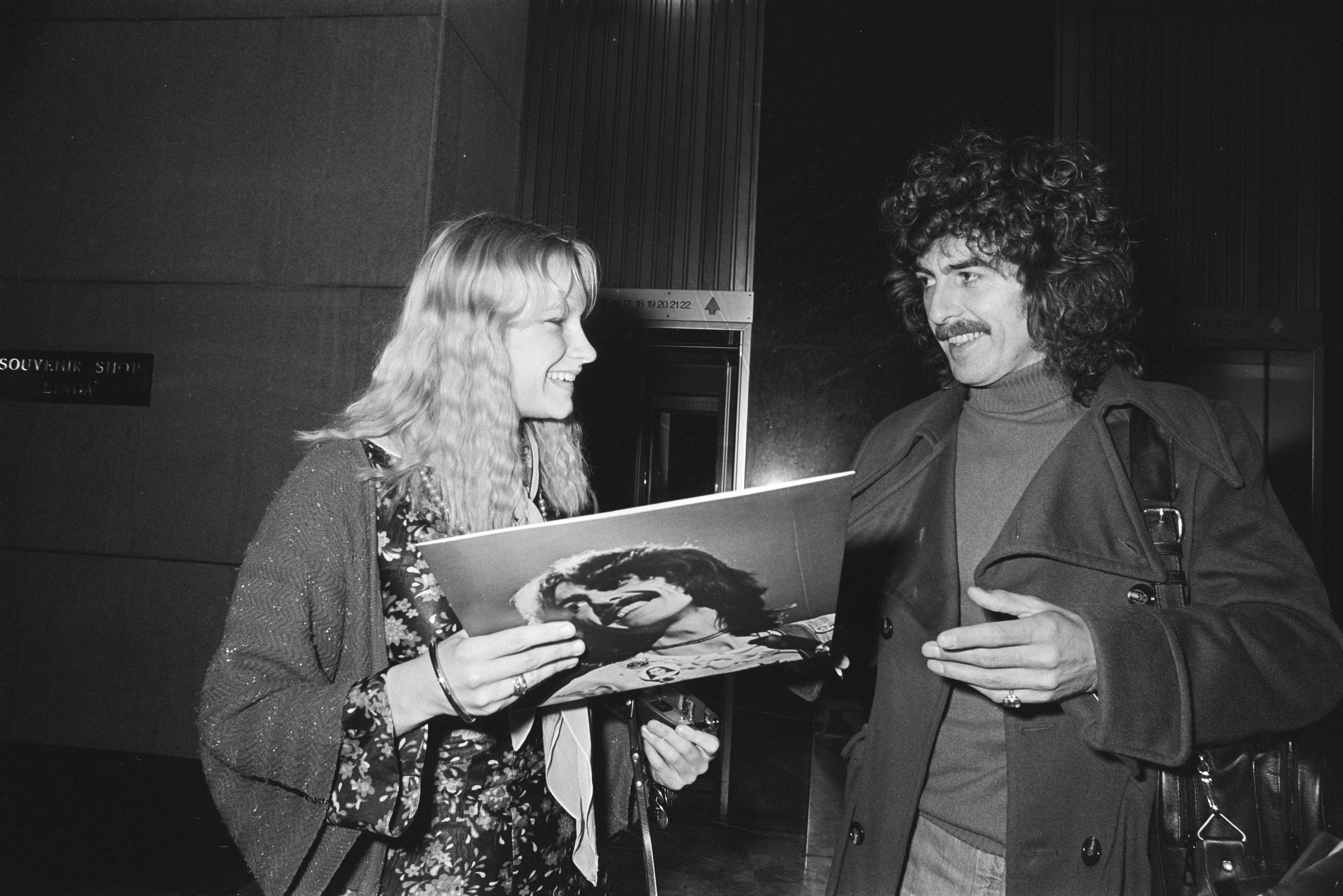
George Harrison vor dem Hilton Hotel Amsterdam, Februar 1977

Für das Album wurden mehrere Promotionarbeiten von George Harrison ausgeführt, so besuchte er im November 1976 fünf US-amerikanische Städte (Los Angeles, Chicago, Boston, Washington, D.C. und New York) für Interviews und trat am 18. November in der Comedyshow Saturday Night Live mit Paul Simon auf, die zusammen Here Comes the Sun und Homeward Bound im Duett sangen. Das letztere Lied wurde im Juli 1990 auf dem Album Nobody’s Child: Romanian Angel Appeal veröffentlicht. Zusätzlich erschien noch das Promotion-Interviewalbum Dark Horse Records presents a personal music dialog with George Harrison. Im Februar 1977 hatte George Harrison einen Auftritt in der deutschen Fernsehsendung disco des ZDF. Weiterhin wurden Auftritte mit Harrison in der BBC-Sendung Old Grey Whistle Test und für das Veronica-Netzwerk in den Niederlanden gefilmt.
Der Kompositionsursprung von Woman Don’t You Cry for Me datiert laut George Harrison auf das Jahr 1968, der Titel sollte ursprünglich auf das Album All Things Must Pass. Dear One wurde zu Ehren von Paramahansa Yogananda geschrieben, dem Autor von Autobiography Of A Yogi, den Harrison als „einen großen Einfluss auf mein Leben“ beschrieb. Mit den Arbeiten zu Beautiful Girl begann Harrison 1969, vollendete den Text aber erst im Jahr 1976. This Song ist die humorvolle musikalische Verarbeitung des Gerichtsprozesses über die Plagiatsvorwürfe zu seinem Lied My Sweet Lord, es wurde im März 1976 geschrieben. (Eine weitere satirische Auseinandersetzung mit diesem Thema wurde am 26. Dezember 1975 auf BBC 2 in der Sendung Rutland Weekend Television gesendet. George Harrison sang das Lied The Pirate Song, das er mit Eric Idle komponiert hatte. Eine legale Veröffentlichung erfolgte bisher nicht.) See Yourself stammt im Wesentlichen aus dem Jahr 1967 und behandelt die Aussage von Paul McCartney gegenüber der Presse, dass er LSD genommen habe und den anschließenden Vorwurf der Presse, dass er besser gelogen hätte. It’s What You Value bezieht sich auf Jim Keltner, der statt Geld lieber einen Mercedes 450 SL als Entlohnung für seine Teilnahme an Harrisons Nordamerika-Tournee im Jahr 1974 haben wollte. True Love ist eine Komposition von Cole Porter, die im Jahr 1956 im Original von Bing Crosby und Grace Kelly in dem Spielfilm Die oberen Zehntausend interpretiert wurde. Pure Smokey ist die zweite Hommage an Smokey Robinson, nach Ooh Baby (You Know That I Love You) vom Album Extra Texture (Read All About It). Crackerbox Palace ist ein weiteres humorvolles Lied, das von dem Komödianten Lord Buckley beeinflusst wurde, der sein Haus in Los Angeles „Crackerbox Palace“ nannte. Das Lied Learning How to Love You wurde ursprünglich von Harrison für Herb Alpert geschrieben und hieß ursprünglich Herb’s Tune, wurde aber letztlich vom Komponisten selber aufgenommen.
Thirty Three & 1/3 war Harrisons erstes Album seit All Things Must Pass, das es nicht in die Top Ten der US-Charts schaffte. Im Januar 1977 wurde das Album in den USA mit Gold für 500.000 verkaufte Exemplare ausgezeichnet.

## Covergestaltung
Das Design und das Foto des Plattencovers stammen von Bob Cato.

## Sonstiges
Für das Album wurden Musikvideos für die Titel This Song, True Love und Crackerbox Palace produziert. Der Clip zu This Song wurde von Harrison inszeniert und in einem Gerichtsgebäude in Los Angeles gedreht, mit Gastauftritten von Jim Keltner und Ronnie Wood. Eric Idle von Monty Python führte Regie bei den Musikvideos für Crackerbox Palace und True Love, beide in Harrisons Haus im Friar Park.

## Titelliste
Alle Titel wurden – soweit nicht anders vermerkt – von George Harrison geschrieben.
Seite Eins
1. Woman Don’t You Cry for Me – 3:18
2. Dear One – 5:08
3. Beautiful Girl – 3:39
4. This Song – 4:13
5. See Yourself – 2:51

Seite Zwei
1. It’s What You Value – 5:07
2. True Love (Cole Porter) – 2:45
3. Pure Smokey – 3:56
4. Crackerbox Palace – 3:57
5. Learning How to Love You – 4:13

Bonustitel (2004)
Tears of the World – 4:02
 iTunes Bonustitel (2007)
Learning How to Love You (Early Mix)

## Wiederveröffentlichungen
- Die Erstveröffentlichung im CD-Format erfolgte im Juni 1991 ohne Bonustitel. Der CD liegt ein achtseitiges bebildertes Begleitheft bei, das die Liedtexte beinhaltet.[12]
- Im März 2004 wurde das Album in einer neu remasterten Version als CD bei der EMI mit dem Bonustitel Tears of the World wiederveröffentlicht. Dieses Lied stammt aber nicht von den Aufnahmesessions des Albums, sondern wurde während der Aufnahmen zum Album Somewhere in England eingespielt. Die Erstveröffentlichung erfolgte im Februar 1988 auf Songs by George Harrison, bei dieser limitierten Veröffentlichung handelt es sich um eine Vier-Titel-EP mit einem Bildband, dessen sämtliche Exemplare von George Harrison unterschrieben wurden. Das Remastering erfolgte von Simon Heyworth und John Etchells in den Super Audio Mastering Studios in Devon. Das CD-Album hat ein Plastikcover, dem ein zwölfseitiges bebildertes Begleitheft beigegelegt ist, das Informationen zu den Liedern und die Liedtexte beinhaltet. Das Design stammt von Drew Lorimer.[13]
- Seit Oktober 2007 ist Thirty Three & 1/3 als Download bei iTunes mit dem zusätzlichen Bonustitel Learning How to Love You (Early Mix) erhältlich.

## Singleauskopplungen

### This Song
Die erste Singleauskopplung This Song / Learning How to Love You erschien am 15. November 1976 in den USA und am 19. November 1976 in Großbritannien. Die Singleversion von This Song wurde gekürzt.

### True Love
In Großbritannien erschien am 18. Februar 1977 die Single True Love / Pure Smokey.

### It’s What You Value
It’s What You Value / Woman Don’t You Cry for Me erschien am 31. Mai 1977 ebenfalls ausschließlich in Großbritannien. Die Singleversion von It’s What You Value wurde gekürzt.

### Crackerbox Palace
Am 24. Januar 1977 erschien in den USA die Single Crackerbox Palace / Learning How to Love You.
In Deutschland erschien als zweite Single im April 1977 Crackerbox Palace / True Love.
Die Promotionsingle Crackerbox Palace wurden in den USA wie folgt veröffentlicht: Auf der A-Seite befindet sich die Stereoversion und auf der B-Seite die Monoversion der A-Seite der Kaufsingle.

## Kommerzieller Erfolg

### Chartplatzierungen

#### Album
| ChartsChartplatzierungen       | Höchstplatzierung | Wochen |
| ------------------------------ | ----------------- | ------ |
| Vereinigte Staaten (Billboard) | 11 (21 Wo.)       | 21     |
| Vereinigtes Königreich (OCC)   | 35 (4 Wo.)        | 4      |

#### Singles
| Jahr | Titel             | Höchstplatzierung, Gesamtwochen, AuszeichnungChartsChartplatzierungen (Jahr, Titel, , Platzierungen, Wochen, Auszeichnungen, Anmerkungen) | Anmerkungen                            |
| Jahr | Titel             | US | Anmerkungen                            |
| ---- | ----------------- | --- | -------------------------------------- |
| 1976 | This Song         | US25 (11 Wo.)US | Erstveröffentlichung: 3. November 1976 |
| 1977 | Crackerbox Palace | US19 (11 Wo.)US | Erstveröffentlichung: 4. Januar 1977   |

### Auszeichnungen für Musikverkäufe
| Land/Region                  | Auszeichnungen für Musikverkäufe (Land/Region, Auszeichnung, Verkäufe) | Verkäufe |
| ---------------------------- | ---------------------------------------------------------------------- | -------- |
| Vereinigte Staaten (RIAA)    | Gold                                                                   | 500.000  |
| Vereinigtes Königreich (BPI) | Silber                                                                 | 60.000   |
| Insgesamt                    | 1× Silber · 1× Gold ·                                                  | 560.000  |